# Sigismund Thalberg
Sigismund Thalberg (8. ledna 1812 Ženeva – 27. dubna 1871 Neapol) byl rakouský klavírní virtuos a hudební skladatel.

## Život
Sigismond Thalberg se narodil v Pâquis nedaleko Ženevy. Podle legendy byl nemanželským synem rakouského šlechtice Moritze von Dietrichsteina a baronky Marie Julie Wetzlarové von Plankenstern. Podle křestního listu byli jeho rodiče Joseph Thalberg a Fortunée Stein, kteří pocházeli z Frankfurtu nad Mohanem.
Přibližně v deseti letech přesídlil s matkou do Vídně. Podle vlastních vzpomínek navštívil premiéru Beethovenovy Deváté symfonie 7. května 1824 v divadle Theater am Kärntnertor. Matka která byla výbornou amatérskou klavíristkou byla jeho první učitelkou hudby.
Na jaře roku 1826 studoval Thalberg u Ignaze Moschelesa v Londýně. Podle dopisu, který Moscheles napsal Felixi Mendelssohnu-Bartholdymu, byl v tobě již na takové úrovni, že mu nic nebránilo, aby se stal velkým umělcem. První veřejné vystoupení v Londýně se konalo 17. května 1826 a ve Vídni 6. dubna 1827 Od té doby ve Vídni pravidelně koncertoval. Jeho repertoár byl převážně klasický.
Na počátku třicátých let studoval Thalberg kontrapunkt u Simona Sechtera. Ozvěny tohoto studia lze nalézt v jeho Fantasii op. 12 na melodie Beliniho opery Norma.

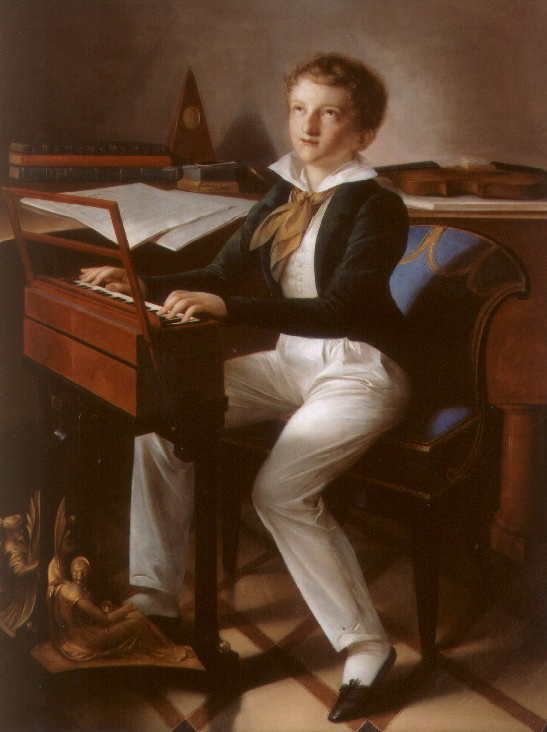
Sigismond Thalberg jako chlapec.

V listopadu 1835 hrál Thalberg poprvé v Paříži na soukromém koncertě pořádaném rakouským velvyslancem. První veřejný sólový recitál v Paříži se konal 16. dubna 1836 . V následujících letech pak s mimořádným úspěchem vystupoval v mnoha koncertních sálech celé Evropy.
22. července 1843 se oženil s Francescou ("Cecchinou"), dcerou Luigi Lablacheho operního basisty z pařížského divadla Théâtre des Italiens.
V letech 1855–1858 navštívil několikrát Spojené státy americké a Brazílii. Během jedné návštěvy uskutečnil více než 320 koncertů v osmdesáti městech USA a dalších 20 koncertů v Kanadě. Kromě toho hrál na nejméně dvaceti výchovných koncertech pro několik tisíc školáků. Kromě sólových koncertů účinkoval i na koncertech komorní hudby s houslistou Henrim Vieuxtempsem. V roce 1858 přijela do USA Thalbergova manželka, neboť jí dostihly zprávy, že Thalberg navázal mimomanželský vztah. 16. dubna 1858 porodila v New Yorku jistá Elena D'Angri dceru, o níž se předpokládalo, že je Thalbergova dcera a jíž dala jméno Zaré Thalberg. V roce 1875 debutovala pod jménem Zaré Thalberg Royal Italian Opera v Londýně sopranistka v roli Zerliny v Mozartově opeře Don Giovanni. Tato zpěvačka se však údajně ve skutečnosti jmenovala Ethel Western a narodila se v Anglii.
Po návratu do Evropy se vzdal koncertního života a usídlil ve vile patřící svému tchánu v Posillipo nedaleko Neapole. Odpočinek přerušil na jaře roku 1862, kdy absolvoval několik koncertů v Paříži a v Londýně. Bylo mu nabídnuto místo na konzervatoři v Neapoli, které však nejprve nemohl přijmout, neboť neměl italské občanství a opakovanou nabídku o rok později odmítl.
Zemřel v Neapoli 27. dubna 1871. Je pohřben v Neapoli na Cimitero Monumentale di Poggioreale. Zůstala po něm rozsáhlá sbírka rukopisů slavných skladatelů včetně J. S. Bacha, Georga Friedricha Händela, Wolfganga Amadea Mozarta, Josepha Haydna, Ludwiga van Beethovena, Franze Schuberta a dalších. Sbírka byla prodána v aukci.

## Dílo

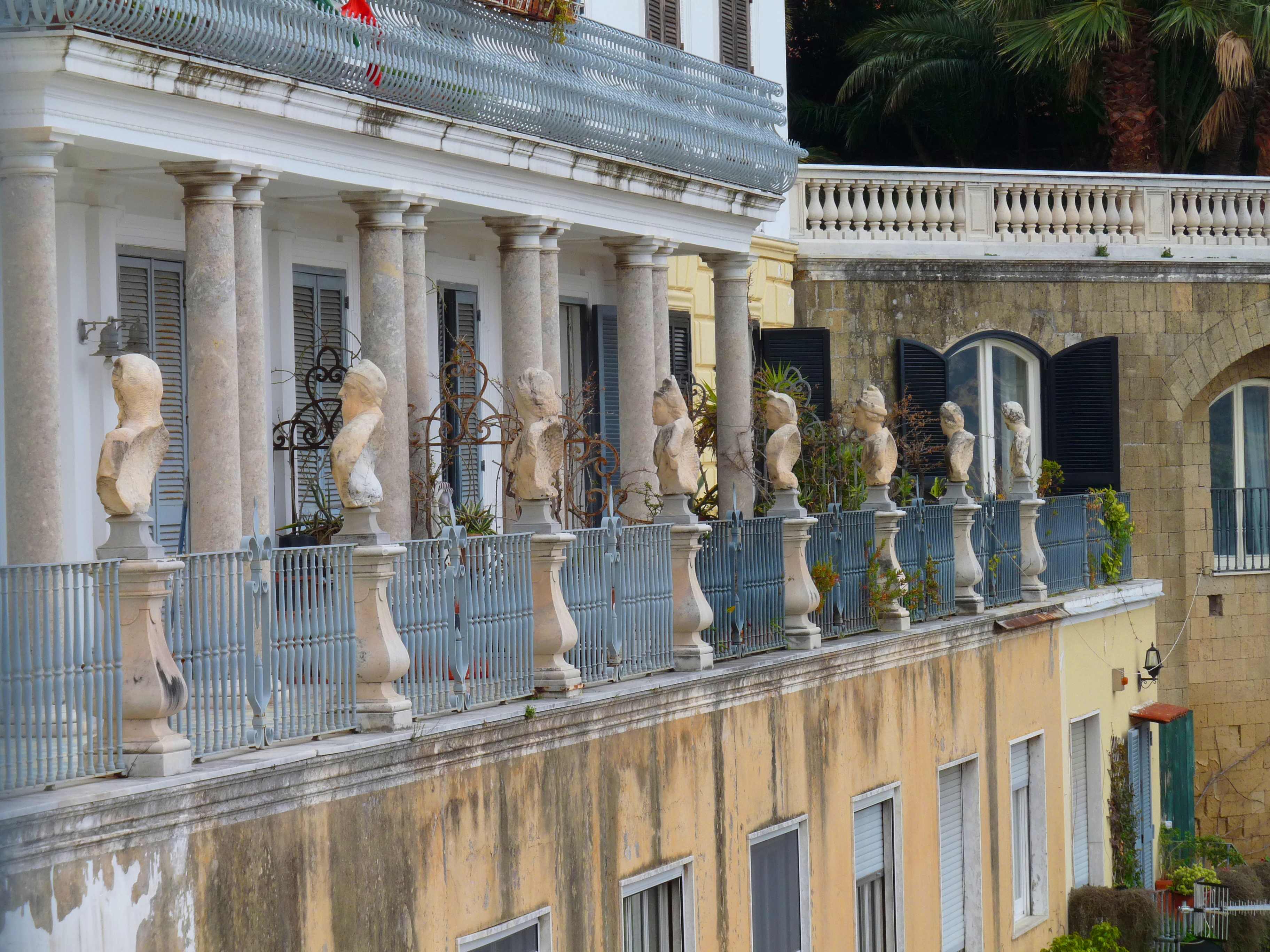
Terasa vily v Posillipo

Sigismond Thalberg byl jedním z nejznámějších a nejúspěšnějších skladatelů pro klavír 19. století. Jeho styl ovládl třicátá a čtyřicátá léta evropské hudby a byl často napodobován. Jeho dvě opery, Florinda a Cristina di Svezia, však propadly.

### Díla s opusovými čísly
- Fantaisie et Variations sur des differents motifs de l’opéra Euryanthe de C. M. v. Weber, op. 1.
- Fantaisie et Variations sur un thème ecossais, op. 2.
- Impromptu sur des thèmes favoris de l’opéra Le Siège de Corinth de Rossini, op. 3.
- Souvenirs de Vienne, Douze Caprices en form de Valses, op. 4.
- Hommage à Rossini, Motifs de l’opéra Guillaume Tell variés, op. 5.
- Grand Concerto pour le piano avec Accompagnement de l’Orchestre, f-Moll, op. 5.
- Fantaisie pour le Piano-Forte sur des motifs favoris de l’opéra Robert le Diable de Meyerbeer, op. 6.
- Grand divertissement pour pianoforte et cor (ou violoncelle), avec accompagnement d’orchestre, op. 7.
- Sechs deutsche Lieder, Erstes Heft, op. 8.
- Fantaisie sur des motifs de l’opéra La Straniera de Bellini, op. 9.
- Grande Fantaisie et Variations sur un motif de l’opéra de V. Bellini I Montecchi et Capuleti, op. 10.
- Sechs deutsche Lieder, Zweites Heft, op. 11.
- Grande Fantaisie et Variations sur des motifs de l’opéra Norma de Bellini, op. 12.
- Sechs deutsche Lieder, Drittes Heft, op. 13.
- Grande Fantaisie et Variations sur deux motifs de l’opéra Don Juan de Mozart, op. 14.
- Caprice, op. 15.
- Deux Nocturnes, op. 16.
- Deux airs russes variés, op. 17.
- Les Soirées musicales, Divertissement, Composée sur des motifs favoris de Rossini, op. 18.
- Deuxième caprice, op. 19.
- Fantaisie sur un motif de l’opéra Les Huguenots de Meyerbeer, op. 20.
- Trois nocturnes, op. 21.
- Grande fantaisie, op. 22.
- Sechs deutsche Lieder, Viertes Heft, „Lieder des Einsiedlers“, op. 23.
- Sechs deutsche Lieder, mit unterlegtem italienischen Text, Fünftes Heft, op. 24.
- Sechs deutsche Lieder, mit unterlegtem italienischen Text, Sechstes Heft, op. 25.
- Douze Etudes, op. 26.
- God save the King and Rule Britannia, Grande fantaisie, op. 27.
- Nocturne, op. 28.
- Sechs deutsche Lieder, mit unterlegtem italienischen Text, Siebentes Heft, op. 29.
- Sechs deutsche Lieder, mit unterlegtem italienischen Text, Achtes Heft, op. 30.
- Scherzo, op. 31.
- Andante, op. 32.
- Fantaisie sur des thèmes de l’opéra Moïse de G. Rossini, op. 33.
- Divertissement sur un thème de l’opéra de Jules Benedict „The Gipsy’s Warning“, op. 34.
- Grande Nocturne, op. 35.
- La Cadence, Impromptu en forme d’etude, op. 36,1.
- Nouvelle Étude de Perfection, op. 36,2.
- Mi manca la voce de l’opéra Moïse de G. Rossini, op. 36,3.
- La Romanesca, Fameux air de danse du 16.e siècle, transcrit pour piano, op. 36,4.
- Canzonette italienne, op. 36,5.
- Romances sans paroles, op. 36,6.
- Fantaisie sur des motifs de l’opéra Oberon de C.M. de Weber, op. 37.
- Romance et etude, op. 38.
- Souvenir de Beethoven, op. 39.
- Fantaisie sur des motifs de La Donna del Lago, op. 40.
- Deux Romances sans Paroles, op. 41.
- Grande Fantaisie sur la Sérénade et le Menuet de Don Juan, op. 42.
- 2.e Grande Fantaisie sur l’opéra les Huguenots de Meyerbeer, Klavier und Violine, op. 43, (zusammen mit Bériot).
- Andante final de Lucie de Lammermoor varié, op. 44.
- Thême et Étude, op. 45
- Grand Caprice sur des motifs de l’opéra la Sonnambula, op. 46.
- Grandes Valses brillantes, op. 47.
- Grand Caprice sur des motifs de l’opéra Charles VI de Halévy, op. 48.
- Grand Duo sur des motifs de l’opéra de V. Beatrice di Tenda, Klavier und Violine, op. 49, (zusammen mit Heinrich Panofka).
- Fantaisie sur l’opéra Lucrezia Borgia de Donizetti, op. 50.
- Grande Fantaisie sur l’opéra Semiramide de Rossini, op. 51.
- Nocturne, op. 51 bis.
- Fantaisie sur des motifs de l’opéra La Muette de Portici, op. 52.
- Grande fantaisie sur Zampa de F. Herold, op. 53.
- Grand Duo concertant sur La Sémiramide de Rossini, Klavier und Violine, op. 54, (zusammen mit Bériot).
- Le Départ, Romance variée, (auch als: Le Départ, Fantaisie etude), op. 55.
- Grande Sonate, op. 56.
- Décameron, Dix morceaux servant d’École préparatoire à l’Étude de ses grandes Morceaux, op. 57.
- Grande caprice sur la marche de l’apothéose de Berlioz, op. 58.
- Marche funèbre variée, op. 59.
- Barcarolle, op. 60.
- Mélodies styriennes, Grande fantaisie, op. 61.
- Valse mélodique, op. 62.
- Grande fantaisie sur le Barbier de Séville, Opéra de Rossini, op. 63.
- Les Capricieuses, Valses, op. 64.
- Tarantella, op. 65.
- Souvenir de Pest, airs hongroises variés, op. 65.
- Introduction et variations sur la barcarolle de l’opéra L’Elisire d’amore de Donizetti, op. 66.
- Grande fantaisie sur des motifs de l’opéra Don Pasquale de Donizetti, op. 67.
- La fille du régiment, opéra de Donizetti, Fantaisie, op. 68.
- Trio, Klavier, Violine und Violoncello, op .69.
- L’art du chant appliqué au piano, op. 70.
- Ballade de „Preciosa“, Transcription, op. 70a.
- Grand Duo de „Freischütz“, Transcription, op. 70b.
- Florinda, Opéra de S. Thalberg, VI Transcriptions, op. 71.
- Home! Sweet Home!, Air anglais varié, op. 72.
- The last Rose of Summer, Air irlandais varié, op. 73.
- Souvenir d’Amerique, Lilly Dale, varié, op. 74.
- Pensées musicales, Soirées de Pausilippe, Hommage à Rossini, op. 75.
- Célèbre Ballade, op. 76.
- Grande fantaisie de concert sur l’opéra Il Trovatore de Verdi, op. 77.
- La Traviata, Fantaisie pour piano, op. 78.
- Romance dramatique, op. 79.
- Trois Mélodies de Fr. Schubert, transcrites pour piano, op. 79.
- La Napolitana, op. 80.
- Souvenir de Ballo in Mascera de Verdi, Fantaisie, op. 81.
- Rigoletto, Souvenir pour le piano, op. 82.

### Opery
- Florinda (libreto Eugène Scribe, 1851 Londýn)
- Cristina di Svezia (libreto Felice Romani, 1855 Vídeň)